# Wechselburg
Wechselburg es un municipio situado en el distrito de Sajonia Central, en el estado federado de Sajonia (Alemania), a una altitud de 185 metros. Su población a finales de 2016 era de unos 1875 habitantes y su densidad poblacional, 73 hab/km².